# Кузнецово-Михайловка
Кузнецо́во-Миха́йловка (укр. Кузнецово-Михайлівка) — село на Украине, находится в Тельмановском районе Донецкой области. Под контролем самопровозглашённой Донецкой Народной Республики.

## География
Село расположено на реке под названием Грузский Еланчик. К северо-востоку от населённого пункта проходит граница между Украиной и Россией.
С: Шевченко (выше по течению Грузского Еланчика)
СЗ: Вершиновка, Розовка
ССЗ: Октябрьское
СВ: —
З: Черевковское, Воля
В: Котляровское
ЮЗ: Зерновое, Первомайское
ЮВ: Новоалександровка, Зелёный Гай
Ю: Греково-Александровка (ниже по течению Грузского Еланчика)

## Население
Население по переписи 2001 года составляло 969 человек.

## Общие сведения
Код КОАТУУ — 1424882401. Почтовый индекс — 87132. Телефонный код — 6279.

## Известные уроженцы
- Бейда, Иван Мартынович — Герой Советского Союза.

## Адрес местного совета
87132, Донецкая область, Тельмановский р-н, с.Кузнецово-Михайловка, ул.Ленина, д.24